# Oxypetalum fontellae
Oxypetalum fontellae är en oleanderväxtart som beskrevs av S.A. Cáceres Moral. Oxypetalum fontellae ingår i släktet Oxypetalum och familjen oleanderväxter. Inga underarter finns listade i Catalogue of Life.